# Rhododendron mimetes
Rhododendron mimetes är en ljungväxtart som beskrevs av Tagg och Forrest. Rhododendron mimetes ingår i släktet rododendron, och familjen ljungväxter. Inga underarter finns listade i Catalogue of Life.